# Il vuoto (singolo)
Il vuoto è un singolo del cantautore italiano Franco Battiato, pubblicato il 19 gennaio 2007 dalla Universal Music come estratto dall'omonimo album.
Il 23 marzo vennero pubblicati in download digitale tre remix del brano realizzati da Stylophonic.
È stato girato un videoclip del brano, diretto da Battiato.

## Tracce

### Singolo
Testi di Franco Battiato e Manlio Sgalambro, musiche di Franco Battiato.
1. Il vuoto (feat. MAB) – 3:36

### Remix
1. Il vuoto (Stylophonic Vox In An Empty Space Mix) – 6:42
2. Il vuoto (Stylophonic Dub In An Empty Space Mix) – 6:27
3. Il vuoto (Stylophonic Radio Edit) – 3:36

Durata totale: 16:45

## Curiosità
Nel videoclip compaiono delle brevi sequenze filmate tratte dai videogiochi Tomb Raider e Soul Blade.